# 北冕座超星系團
北冕座超星系團是位於北冕座的一個超星系團，是在天球北半球的同類中最顯著的一個例子。與其它的超星系團比較密集度和緊湊度，計算它的質量介於0.6至12 × 1016太陽質量（M⊙）。它包含星系團阿貝爾2056、阿貝爾2061、阿貝爾2065（超星系團中質量最大的星系團）、阿貝爾2067、阿貝爾2079、阿貝爾2089、和阿貝爾2092。其中，阿貝爾2056、2061、2065、2067和A2089都在被引力束縛和坍塌並形成大規模集團的過程中。估計這個實體的質量大約在1 × 1016 M⊙。如果存在星系團間的質量，則阿貝爾2092也可能包含。估計這個集團有1億秒差距（3億3千萬光年寬和4千萬秒差距（1億3千萬光年）深。它的紅移是0.07，這相當於2億6,550萬秒差距（9億6,400萬光年）的距離。

## 觀測史
天文學家唐納德·謝恩和{{link-en|卡爾·維他南]]是在一項大規模調查期間，最先注意到在這個區域存在著"外星系雲"或高濃度的"雲"。喬治·阿貝爾是首先注意到他所謂的"第二級星系團"，並在1958年首度出版的阿貝爾星系團表中稱之為型系團中的星系團。
波士德曼和他的同事在1988年最先仔細的研究這個超星系團，計算出它的質量是8.2 × 1015太陽質量，並且包含阿貝爾星系團的阿貝爾2061、阿貝爾2065、阿貝爾2067、阿貝爾2079、阿貝爾2089、和阿貝爾2092。阿貝爾2124距離這個超星系團中心3,300秒差距（1億1,000萬光年）曾經被一些作者認為也屬於這個超星系。
阿貝爾2069看似很靠近，但距離更遙遠，只是在視線方向上較為接近。